# Transsibérien
Pour les articles homonymes, voir Transsibérien .
 (septembre 2011).
Si vous disposez d'ouvrages ou d'articles de référence ou si vous connaissez des sites web de qualité traitant du thème abordé ici, merci de compléter l'article en donnant les références utiles à sa vérifiabilité et en les liant à la section « Notes et références ».
Le Chemin de fer transsibérien,, ou le Transsibérien, (en russe : Транссибирская магистраль, Transsibirskaïa maguistral ou Транссиб, Transsib), est un réseau de voies ferrées de Russie qui relie Moscou à Vladivostok sur plus de neuf mille kilomètres (la longueur du trajet dépendant de l'itinéraire). Il est souvent confondu avec les trains qui y circulent, qui portent pourtant des noms différents selon les destinations qu'ils desservent (aucun train ne s'appelle « Transsibérien »). L'itinéraire emprunté par le train « Rossiya » traverse plus de 990 gares. De Moscou à Vladivostok, la durée du voyage est d’une semaine par le train le plus rapide (« Rossiya »). La majorité de la population de la Sibérie se concentre le long du Transsibérien où se trouvent quelques bassins industriels importants, dont le Kouzbass. Le train est parfois le seul moyen pour rallier les villages isolés de Sibérie. Il est surtout le plus économique et le plus fiable.
L'itinéraire principal est celui sur lequel est basé le kilométrage officiel. Il passe par Iaroslavl, Danilov, Bouï, Kotelnitch, Kirov, Perm, et Iekaterinbourg avant de rejoindre Omsk via Tioumen. Ce n'est plus celui emprunté aujourd'hui, la majorité des trains reliant Iaroslavl à Kotelnitch via Kostroma. Le « Rossiya » circule depuis 2001 via Vladimir et Nijni Novgorod avant de retrouver l'itinéraire précédent à Kirov, lui faisant économiser 40 km sur le trajet total.
Le Transsibérien a été voulu dès 1891 par les tsars pour relier les confins de leur empire, l'Ouest à l'Est. Sa construction s'achève le 5 octobre 1916, avec l'ouverture du pont sur l’Amour à Khabarovsk.
Le « Rossiya » n'est pas le seul à pousser jusqu'au terminus de la voie transsibérienne, Vladivostok. D'autres trains effectuent aussi ce parcours comme l'indique le site des chemins de fer russes RJD. Il ne s'arrête pas à chacune des plus de 990 gares, mais dessert une cinquantaine d'entre elles, parmi les principales. Les habitants de Vladivostok préfèrent souvent voyager sur Aeroflot, dont chaque heure de vol évite une journée de train.
Chantée par les aventuriers et les poètes, cette voie mythique de chemin de fer fait partie de la vie quotidienne des Russes.

## Histoire

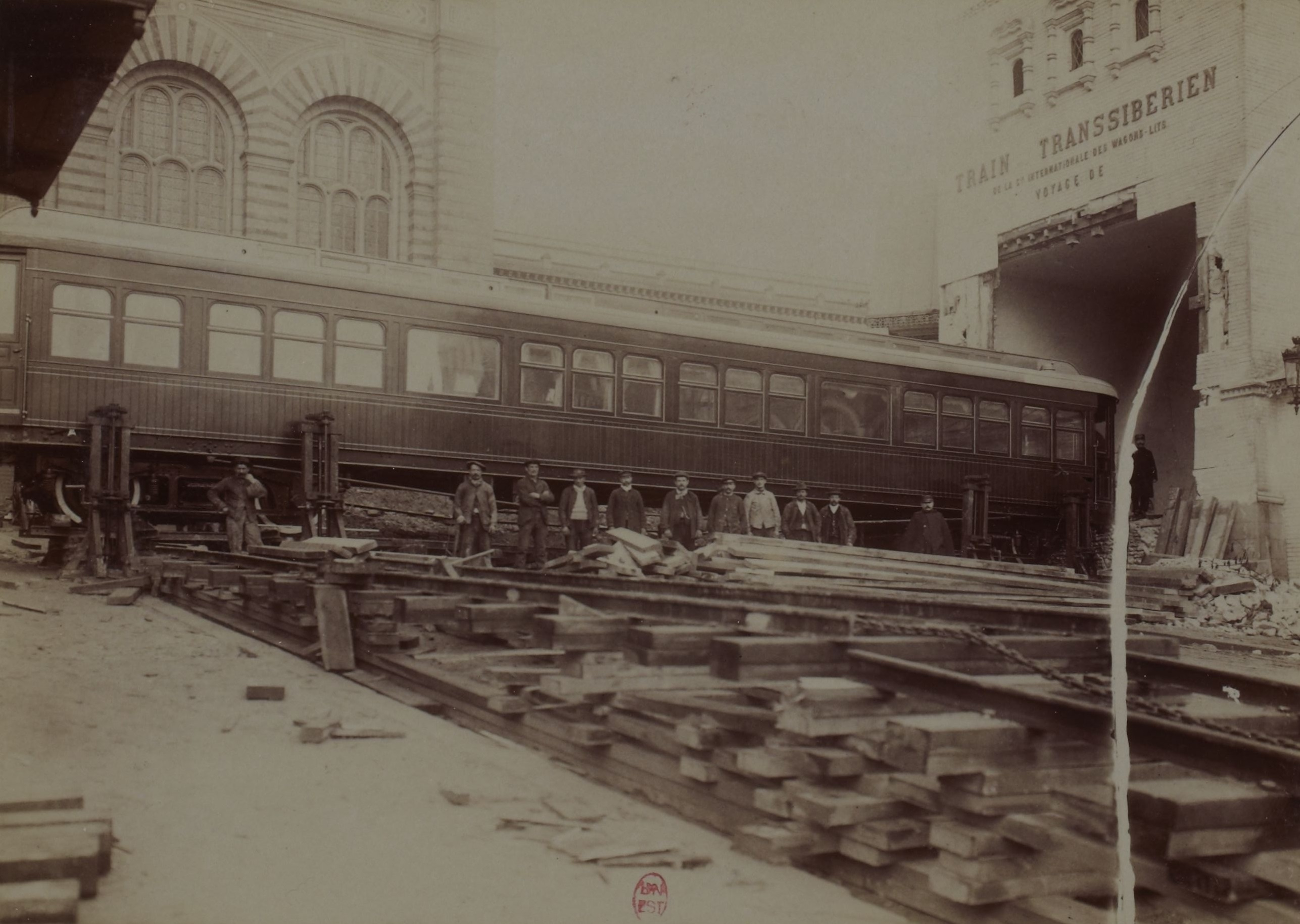
Construction française des wagons du Transibérien (1900, puis mise sur rail place du Trocadéro).

### Transsibérien, ligne d'origine

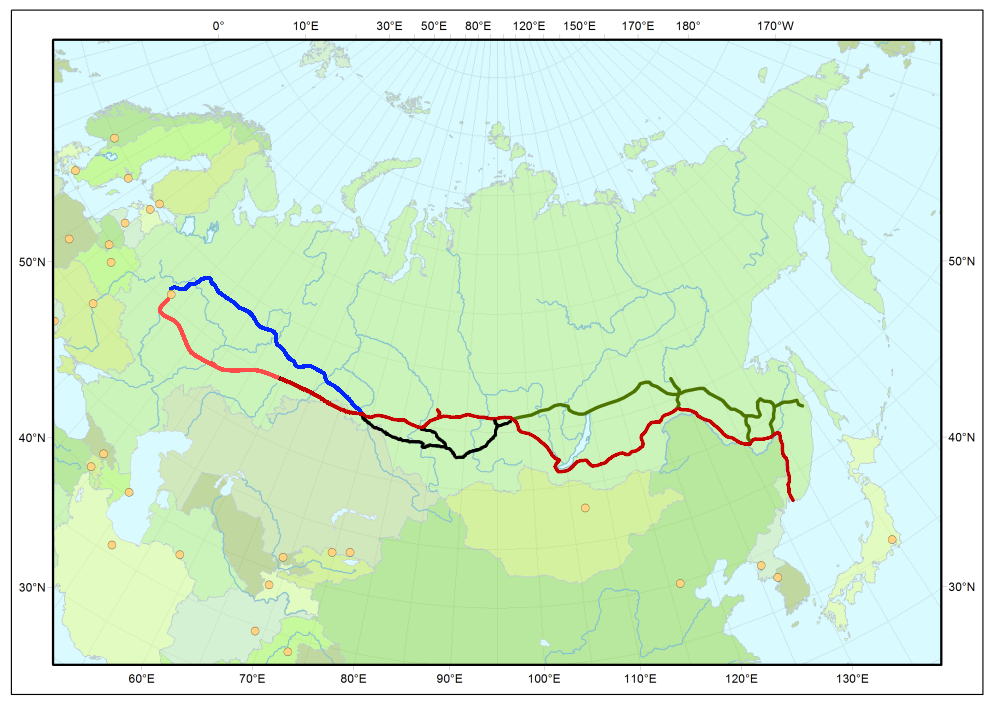
Tracé actuel du Transsibérien et de ses grandes liaisons connexes.
carte interactive

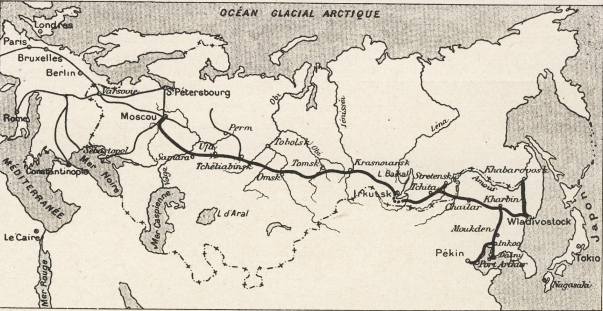
La ligne transsibérienne en 1904.

À la fin du XIXe siècle, le gouvernement impérial russe souhaitait développer l’économie de la Sibérie, appuyer la flotte russe du Pacifique et augmenter l'influence commerciale, politique et militaire de la Russie en Chine.
Evgueni Bogdanovitch, parti enquêter en 1866 dans la région de Perm et de Viatka pour connaître les moyens de lutter contre les problèmes de famine, est l'un des premiers à lancer l'idée d'une liaison ferroviaire entre la Russie d'Europe et les régions d'Ekaterinbourg et de Tioumen. Son opiniâtreté lui permettra de faire avancer le projet initial même si ce n'est pas par les mêmes voies que celles qu'il avait prévues situées plus au nord que le tracé terminal plus au sud. Un premier tronçon du Transsibérien avait déjà été achevé en 1888, de Samara à Oufa. Mais c’est le 17 mars 1891 que le prolongement d'Oufa jusqu’à Vladivostok fut décrété par oukase du tsar Alexandre III. Par la suite, l'aide sensible des emprunts français et de la compagnie internationale des wagons-lits jouent un rôle de premier plan pour le financement des projets. Les travaux du tronçon démarrant à Vladivostok sont inaugurés en mai 1891 par le tzarévitch Nicolas.
Le point de départ à Moscou se situe à la gare de Kazan et à la gare de Iaroslavl. Le tronçon Samara, Oufa, Zlatooust, Tcheliabinsk est inauguré le 26 octobre 1891.
En 1904, les travaux n'étaient pas tout à fait achevés : il manquait une portion de la ligne aux alentours du lac Baïkal, posant d'énormes problèmes logistiques pendant la guerre russo-japonaise de 1904-1905. À la voie trop légère fut substituée une voie plus lourde, de façon à pouvoir augmenter la vitesse. Jusqu’au lac Baïkal la traction se faisait par des machines de type articulé Mallet, avec quatre essieux couplés et un essieu porteur à l’avant pour les trains de voyageurs et avec six essieux couplés pour les trains de marchandise. Au-delà, circulaient des locomotives compound à deux cylindres extérieurs et à cinq essieux, dont quatre couplés. Avant la construction de la voie ferrée qui contourne le lac Baïkal par sa côte sud (terminée en 1904), la traversée du lac se faisait en bac et il fallait l'aide d'un brise-glace en hiver.

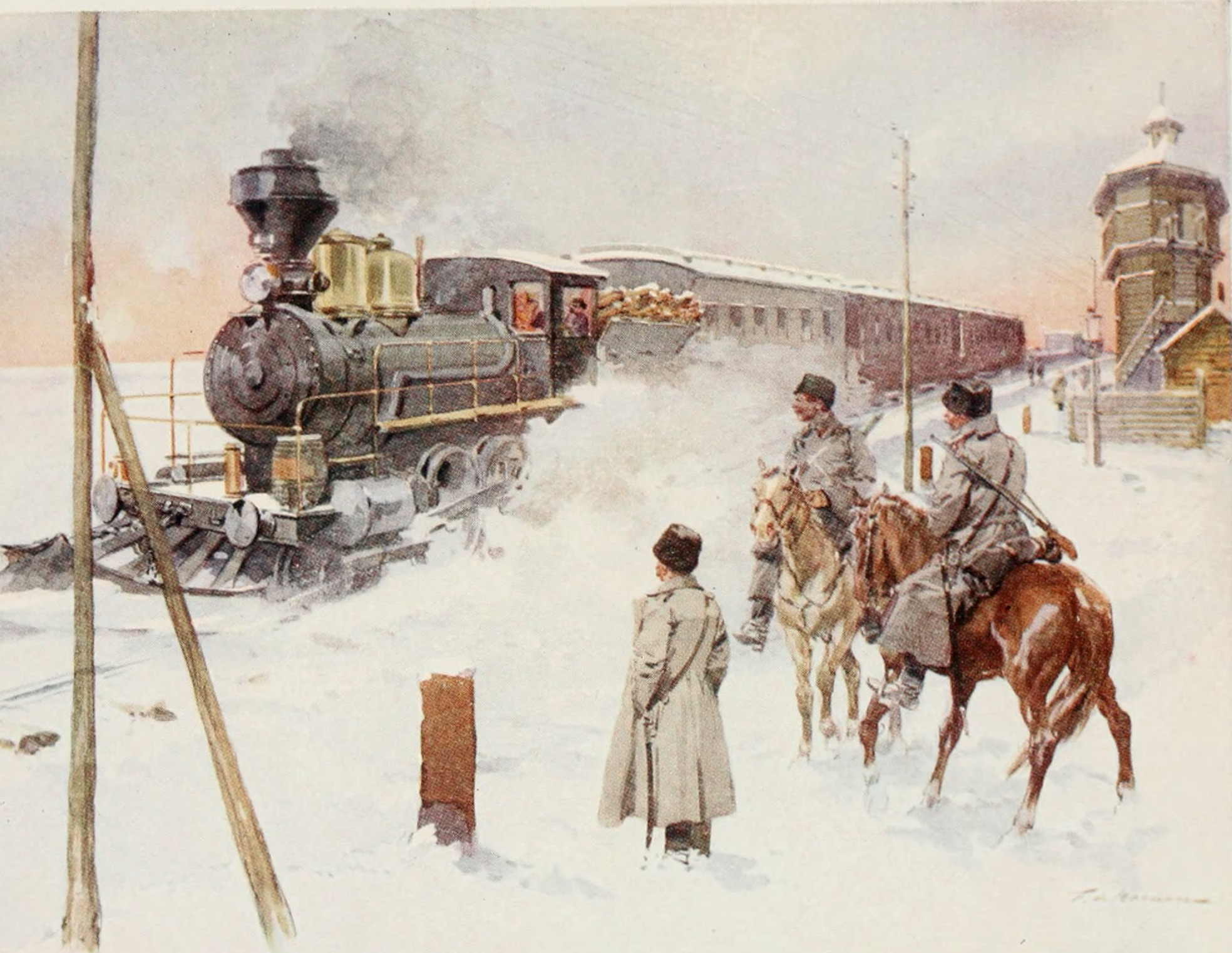
Le chemin de fer transsibérien, illustration de Frédéric de Haenen, 1913.

Le Transsibérien traverse alors la Mandchourie en empruntant le chemin de fer de l’Est chinois qui le relie à la base navale russe de Port-Arthur. Mais la défaite russe de 1905 entraîne la perte de Port-Arthur et du chemin de fer de Mandchourie du Sud, cédés au Japon. Le gouvernement décide alors de construire une voie qui passe plus au nord en restant en territoire russe. Le chemin de fer de l'Amour, long de 2 000 km, est mis en chantier à partir de 1910. Il relie Tchita à Khabarovsk : pour ne pas faire double emploi avec le transport fluvial, la ligne est parallèle au fleuve à une distance de 75 à 80 km. Cette région, boisée, marécageuse et très faiblement peuplée, ne compte alors que 250 000 habitants ; les entrepreneurs privés n'étant pas intéressés, l'État doit recourir à la main-d'œuvre forcée de la Katorga, le bagne russe de l'époque impériale. La construction est terminée le 5 octobre 1916 avec l'ouverture du pont de Khabarovsk sur l’Amour,,.
La ligne du Transsibérien contribue au ravitaillement de la Russie dans la Première Guerre mondiale. Elle est surtout un axe majeur de la guerre civile russe : théâtre de la révolte de la Légion tchécoslovaque contre les Bolcheviks, elle est disputée et saccagée par les Armées blanches de l'amiral Koltchak et de l'ataman Grigori Semenov, les forces expéditionnaires occidentales et japonaises, et enfin l'Armée rouge soviétique qui reste maîtresse du terrain après le retrait des Japonais en 1922.
Pendant la Seconde Guerre mondiale, le Transsibérien contribue, de façon marginale, aux échanges entre les États-Unis et l'URSS. Il sert surtout au déploiement de l'Armée rouge pendant la première guerre soviéto-japonaise en 1939 puis pendant l'offensive soviétique en Mandchourie en 1945. 594 000 prisonniers de guerre japonais sont envoyés travailler en Sibérie : beaucoup périssent de froid et d'épuisement dans la construction de la Magistrale Baïkal-Amour.

### Magistrale Baïkal-Amour, «l'autre Transsibérien»
La Magistrale Baïkal-Amour ou BAM est une ligne ferroviaire en Russie, construite (en grande partie) dans la deuxième moitié du XXe siècle, qui traverse la Sibérie et l'Extrême-Orient russe, reliant le lac Baïkal au fleuve Amour et à l'océan Pacifique. La BAM a une longueur de 4 234 kilomètres et est située à environ 500 km au nord-est par rapport aux chemins de fer du Transsibérien.

### Prolongation de la ligne
Le rétablissement de la liaison ferroviaire entre la Corée du Nord et la Corée du Sud, en projet, permettrait de moderniser et de prolonger le Transsibérien.

## Voyage et billets

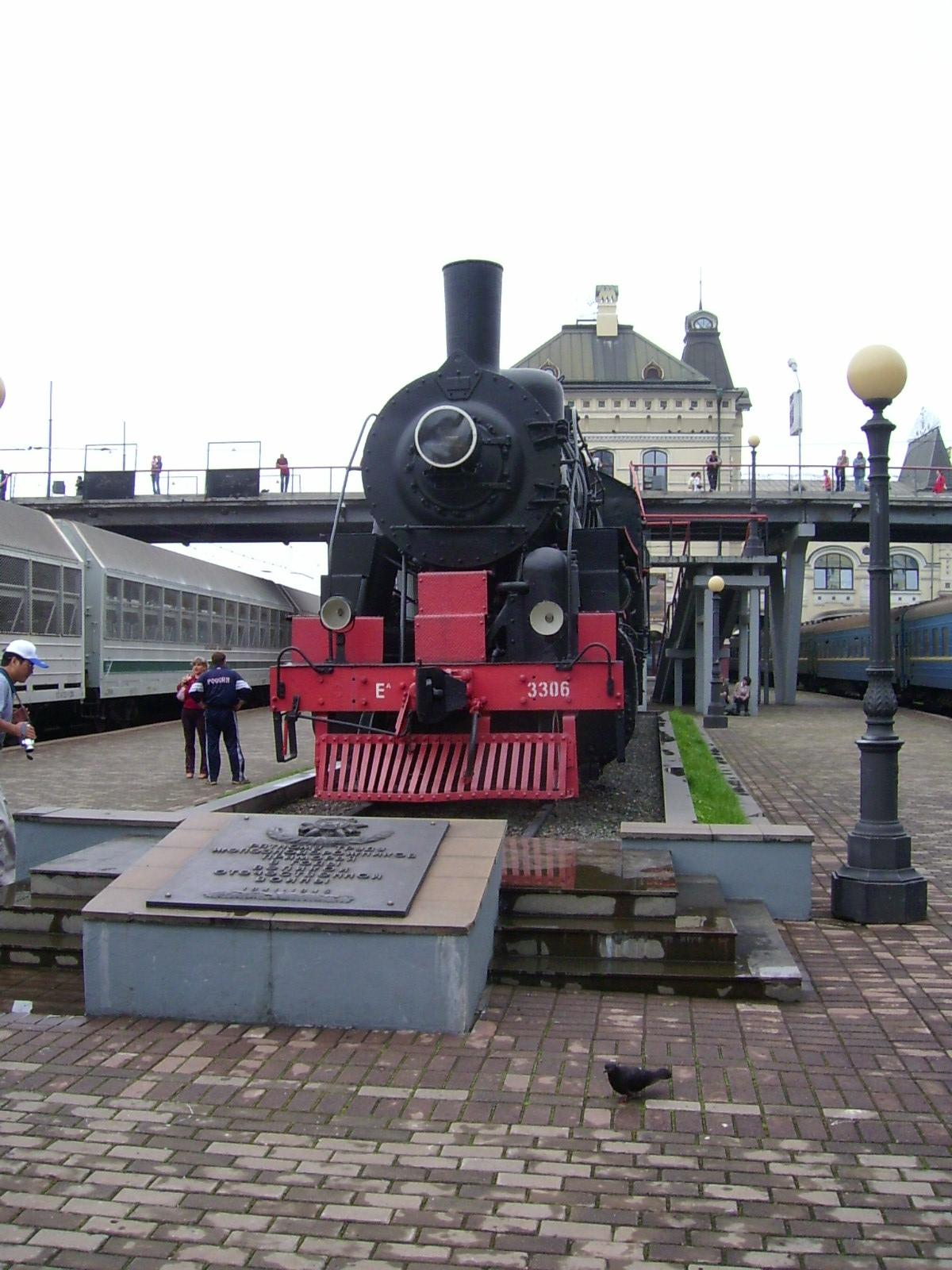
Terminus du Transsibérien à Vladivostok, au kilomètre 9288.

Il y a beaucoup de possibilités pour acheter des billets. La plupart des agences hors de la Russie demandent jusqu'à 200 %, voire 300 %, du prix original (payé en Russie).
Jusqu'au 22 avril 2016, les 9 288 km reliant Moscou à Vladivostok coûtaient 970 € en 1re WL, 583 € en 2e WL, 398 € avec couchette, Moscou-Pékin coûtait 965 € en 1re WL, 651 € en 2e WL. Il n'y a pas de couchette dans ces trains internationaux.
Selon leur destination d'arrivée et de départ, les trains prennent différents noms :
- Moscou - Perm - Moscou : le « Kama » ;
- Moscou - Krasnoïarsk - Moscou : le « Ienisseï » ;
- Moscou - Irkoutsk - Moscou : le « Baïkal » ; ces trains passant par Perm roulent sur la branche nord du Transsibérien et se prolongent par la Sibérie à partir de Iekaterinbourg, jusqu'à Vladivostok ;
- la voie qui bifurque à Oulan-Oudé vers la Chine et Pékin via la Mongolie et Oulan-Bator est le Transmongol ;
- la voie qui bifurque vers la Chine et Pékin en contournant la Mongolie par l'Est via Harbin est le Transmandchourien.

Ces trains partent de la gare de Iaroslavl à Moscou.
Par ailleurs, les trains « Oural » relient Moscou à Iekaterinbourg mais via une ligne située plus au sud (via Kazan). Ces trains partent de la gare de Kazan à Moscou.
Lors du passage en Chine, les essieux sont changés, l'écartement des voies étant différent dans les deux pays: 1 520 mm en Russie et Mongolie ; 1 435 mm en Chine.
Les trains comportent des voitures :
- de première classe, avec deux couchettes par compartiment dénommées spalny vagon (SV) ;
- de seconde classe, avec quatre couchettes par compartiment appelées koupé ;
- de troisième classe, avec quatre couchettes par compartiment non fermé (avec des couchettes dans le couloir), appelées platskartny[12].

Le train traversant plusieurs fuseaux horaires, le syndrome du décalage horaire se fait ressentir[réf. nécessaire].
Dans tous ces trains, un samovar est systématiquement présent dans chaque voiture et la présence d'une voiture-restaurant est assurée. Sur certains trains, la restauration à la place peut être comprise dans le billet en 1re et 2e classe. À l'époque impériale, une voiture-église était parfois attelée à un Transsibérien.
En fonction des horaires et des trajets, certains trains sont exploités par les Russes, d'autres par les Chinois ou encore les Mongols. La locomotive — et la voiture-restaurant — changent également à chaque frontière.

## Exploitation
L'ensemble des branches du Transsibérien et une partie du BAM (la section occidentale Taïchet - Taksimo) sont électrifiés soit en 3 000 V continu soit en 25 000 V alternatif 50 Hz. Les lignes électrifiées avant la Seconde Guerre mondiale et dans les années 1950 l’ont été en 3 000 Vcc ; c’est le cas de la branche sud par Inza et Samara ainsi que partiellement le cas de la branche nord par Perm (qui comprend des tronçons en 3 000 Vcc et d'autres en 25 kV 50 Hz). Toutes les électrifications effectuées à partir des années 1960 l'ont été en 25 000 Vca. C'est le cas de la branche centrale par Kazan.
Actuellement, il y a deux trains quotidiens de voyageurs pour Irkoutsk. Tous les deux jours, le train « Rossyia » no 002Щ au départ de Moscou dessert Vladivostok. Les trains de retour portent le no impair 001M.
Les locomotives et leur conducteur changent à chaque grande gare et dépôt, ce qui introduit des arrêts de 20 à 30 minutes environ.

## Dans la culture
Internet
En 2010, les Chemins de fer russes et Google Maps se sont associés pour créer et mettre en ligne un voyage virtuel par le Transsibérien entre Moscou et Vladivostok. Les 9 000 kilomètres représentent 150 heures de vidéo. Le site d'origine retraçait l'avancement du train sur une carte. Il n'est plus disponible mais une version archivée donne un aperçu de ce projet.
Littérature
- Blaise Cendrars, La Prose du Transsibérien et de la petite Jehanne de France (1913)
- Maylis de Kerangal, Tangente vers l'est (2012)
- Danièle Sallenave, Sibir, réédition Folio (2015)
- Christian Garcin, Le Lausanne-Moscou-Pékin, (Éditions La Baconnière, 2015)
- Dominique Fernandez, Transsibérien, (2012)

Musique
- Le musicien Thylacine s'est inspiré de son voyage à bord du Transsibérien pour composer l'album Transsiberian[15].

Cinéma
- Terreur dans le Shanghaï express (1972) d'Eugenio Martín

Bande dessinée
- Corto Maltese en Sibérie (1979) d'Hugo Pratt

#### Ouvrages
- Albert Thomas, Le Transsibérien, récit du premier voyage en 1898 offert par la Cie des Wagons-Lits, publié en feuilleton dans le Tour du Monde en 1905, Rééditions Magellan & Cie -  (ISBN 978-2-35074-078-2).
- Marie-Noëlle Snider-Giovannone, Les Forces alliées et associées en Extrême-Orient, 1918-1920. Les soldats austro-hongrois (thèse), Poitiers, Université de Poitiers, 2015 (lire en ligne), p. 220-226.
- Pierre et Agnès Rosenstiehl, Paris-Pékin par le Transsibérien, récits, Gallimard, Paris, 1980 et 1984.
- Jean des Cars - Jean-Paul Caracalla, Le Transsibérien, l'extrême Orient-Express, Denoël, 1986
- Claude Mossé, Le Transsibérien : un train dans l'Histoire, Paris, Plon, 2001, 350 p. (ISBN 2-259-19129-0, présentation en ligne).
- Catherine Le Guen et al. (photogr. Didier Labouche), Transsibérien : Voyage dans un Train de Légende, Brest, éditions Géorama, coll. « Regards sur le monde », 2002, 2e éd., 87 p. (ISBN 2-9514973-7-7, présentation en ligne).
- Géraldine Dunbar, Seule sur le Transsibérien : Mille et une vies de Moscou à Vladivostok, Editions Transboréal, coll. « Sillages », 2012 (1re éd. 2006), 312 p. (ISBN 978-2-36157-040-8, présentation en ligne).
- Claude Mossé, Trains de rêve : Le Transibérien et le Venice Simplon Orient-Express, Seven Sept, 2007, 175 p., DVD (ISBN 978-2-916394-15-2, présentation en ligne).
- Hervé Bellec, Les sirènes du Transsibérien : Voyage à Vladivostok, Paris, Pocket, 2017 (1re éd. 2008), 317 p. (ISBN 978-2-266-27048-9, présentation en ligne).
- Henri Bonnichon, Thierry Mauget et Roberto De la llave, Aventure transsibérienne, récit, Blurb, 2009. Trois jeunes dans le Transsibérien de Saint-Pétersbourg à Pékin.
- [Fernandez 2012] Dominique Fernandez (photogr. de Ferrante Ferranti), Transsibérien, Paris, B. Grasset, 11 janvier 2012, 1re éd., 1 vol., 299-[32], 14 × 20,5 cm (ISBN 978-2-246-78937-6 et 2-246-78937-0, OCLC 779710411, BNF 42568070, SUDOC 157398641, présentation en ligne, lire en ligne).
- Éric Hoesli (préf. Erik Orsenna), L'épopée sibérienne : La Russie à la conquête de la Sibérie et du Grand Nord, Genève, Éditions des Syrtes, 2018, 822 p. (ISBN 978-2-940523-70-2).

#### Articles
- [Andreeva-Jourdain 2013] Ekaterina Andreeva-Jourdain, « Le Transsibérien, vecteur de la mise en tourisme des destinations enclavées : le cas de la Russie », Téoros : revue de recherche en tourisme, vol. 32, no 2 : « Tourisme et transport / Tourisme et handicap »,‎ 2d semestre 2013, p. 1re partie (« Tourisme et transport »), art. no 4, p. 26-36 (lire en ligne [html], consulté le 9 juillet 2017).